# Campionati europei di nuoto 1927
La II edizione dei campionati europei di nuoto venne disputata a Bologna nella Piscina Carmen Longo dal 31 agosto al 4 settembre 1927. Le gare si sono disputate nella piscina da 50 metri del Littoriale, dotata di tribune da 5000 posti.
Le donne fecero il loro debutto nella manifestazione, partecipando alle gare di nuoto e di tuffi. La partecipazione femminile fu di circa 60 atlete. La Coppa europa è stata vinta dalla squadra tedesca, l'unica capace di vincere medaglie maschili e femminili sia nel nuoto che nei tuffi, ma la migliore prestazione in assoluto è stata quella di Arne Borg, vincitore di 100, 400 e 1500 m stile libero (fatto mai più ripetuto) e che ha stabilito nei 1500 m un primato mondiale che ha resistito per quasi undici anni e che è stato migliorato da un nuotatore europeo il 6 luglio 1951.

## Medagliere
| Posizione | Paese          |    |    |    | Totale |
| --------- | -------------- | -- | -- | -- | ------ |
| 1         | Germania       | 5  | 5  | 6  | 16     |
| 2         | Svezia         | 4  | 2  | 1  | 7      |
| 3         | Paesi Bassi    | 3  | 2  | 0  | 5      |
| 4         | Regno Unito    | 2  | 2  | 1  | 5      |
| 5         | Ungheria       | 1  | 2  | 1  | 4      |
| 6         | Austria        | 1  | 0  | 2  | 3      |
| 7         | Francia        | 0  | 2  | 0  | 2      |
| 8         | Italia         | 0  | 1  | 2  | 3      |
| 9         | Belgio         | 0  | 1  | 1  | 2      |
| 10        | Cecoslovacchia | 0  | 0  | 1  | 1      |
| Totale    | Totale         | 16 | 16 | 16 | 48     |

## Nuoto

### Uomini
M = primato mondiale, E = primato europeo
| Evento               | Oro                                                                         | Perform.  | Argento                                                 | Perform. | Bronzo                                                        | Perform. |
| Stile libero         |                                                                             |           |                                                         |          |                                                               |          |
| 100 m                | Arne Borg                                                                   | 1'00"0 E  | István Bárány                                           | 1'03"2   | August Heitmann                                               | 1'03"4   |
| 400 m                | Arne Borg                                                                   | 5'08"6    | Herbert Heinrich                                        | 5'15"8   | Václav Antoš                                                  | 5'16"2   |
| 1500 m               | Arne Borg                                                                   | 19'07"2 M | Giuseppe Perentin                                       | 21'50"4  | Joachim Rademacher                                            | 22'00"0  |
| Dorso                |                                                                             |           |                                                         |          |                                                               |          |
| 100 m                | Eskil Lundahl                                                               | 1'17"4    | Aladár Bitskey                                          | 1'17"6   | Gustav Fröhlich                                               | 1'17"8   |
| Rana                 |                                                                             |           |                                                         |          |                                                               |          |
| 200 m                | Erich Rademacher                                                            | 2'55"2    | Wilhelm Prasse                                          | 2'58"0   | Louis Van Parys                                               | 2'59"8   |
| Staffette            |                                                                             |           |                                                         |          |                                                               |          |
| 4x200 m stile libero | Germania August Heitmann Joachim Rademacher Friedel Berges Herbert Heinrich | 9'49"6    | Svezia Åke Borg Arne Borg Eskil Lundahl Aulo Gustafsson | 9'52"0   | Ungheria Géza Szigritz Rezsö Wanié András Wanié István Bárány | 10'03"4  |

### Donne
E = primato europeo
| Evento               | Oro                                                               | Perform. | Argento                                                                          | Perform. | Bronzo                                                             | Perform. |
| Stile libero         |                                                                   |          |                                                                                  |          |                                                                    |          |
| 100 m                | Maria Vierdag                                                     | 1'15"0   | Joyce Cooper                                                                     | 1'15"0   | Lotte Lehmann                                                      | 1'16"1   |
| 400 m                | Maria Johanna Braun                                               | 6'11"8 E | Marion Laverty                                                                   | 6'13"6   | Fritzi Löwy                                                        | 6'21"0   |
| Dorso                |                                                                   |          |                                                                                  |          |                                                                    |          |
| 100 m                | Willy den Turk                                                    | 1'24"6   | Maria Johanna Braun                                                              | 1'26"2   | Phyllis Harding                                                    | 1'30"8   |
| Rana                 |                                                                   |          |                                                                                  |          |                                                                    |          |
| 200 m                | Hildegard Schrader                                                | 3'20"4   | Charlotte Mühe                                                                   | 3'25"2   | Hedy Bienenfeld                                                    | 3'27"0   |
| Staffette            |                                                                   |          |                                                                                  |          |                                                                    |          |
| 4x100 m stile libero | Regno Unito Marion Laverty Valerie Davies Ellen King Joyce Cooper | 5'11"0   | Paesi Bassi Geertruida Klapwijk Willy den Turk Maria Johanna Braun Maria Vierdag | 5'11"6   | Germania Lotte Lehmann Anni Rehborn Marianne Schmidt Renate Erkens | 5'12"8   |

## Tuffi

### Uomini
| Evento          | Oro                | Perform. | Argento            | Perform. | Bronzo        | Perform. |
| Trampolino 3m   | Ewald Riebschläger | 173.86   | Edmund Lindmark    | 159.86   | Luciano Cozzi | 154.14   |
| Piattaforma 10m | Hans Luber         | 114.86   | Ewald Riebschläger | 111.24   | Ezio Selva    | 100.64   |

### Donne
| Evento          | Oro           | Perform. | Argento        | Perform. | Bronzo        | Perform. |
| Trampolino 3m   | Klara Bornett | 103.32   | Lini Söhnchen  | 91.96    | Hanni Rehborn | 86.24    |
| Piattaforma 10m | Belle White   | 36.40    | Irène Savollon | 32.40    | Eva Olliwier  | 32.20    |

## Pallanuoto
| Evento          | Oro      | Argento | Bronzo |
| Torneo maschile | Ungheria | Francia | Belgio |

## Trofeo dei campionati
- Coppa Europa (maschile)

| Posizione | Paese          | Punti |
| 1         | Germania       | 111   |
| 2         | Svezia         | 77    |
| 3         | Ungheria       | 60    |
| 4         | Italia         | 31    |
| 5         | Belgio         | 21    |
| 6         | Francia        | 18    |
| 7         | Cecoslovacchia | 15    |
| 8         | Austria        | 5     |